# بالمر (فلم 2021)
بالمر (بالإنجليزية: Palmer) فيلم دراما أمريكي 2021 أخرجه فيشر ستيفنز وكتبه شيريل جويريرو. يقوم ببطولته جاستن تيمبرليك كنجم كرة قدم جامعي سابق، وهو الآن محكوم عليه سابقًا، ويبدأ في توجيه صبي صغير (رايدر ألين)، تم إصداره رقميًا لتلفزيون آبل في 29 يناير 2021. تلقى الفيلم آراء متباينة من النقاد، الذين أشادوا بالأداء.

## طاقم التمثيل
- جاستن تيمبرليك: في دور إيدي بالمر
- رايدر ألين: في دور سام (جار إيدي الشاب)
- أليشا وينرايت: في دور ماجي هايز (معلمة سام)
- جون سكويب: في دور فيفيان بالمر (جدة إيدي)
- جونو تمبل: في دور شيلي (والدة سام)
- جيسي سي بويد: في دور كولز
- ج. دي ايفرمور: في دور الناظر فوربس
- لانس إي نيكولز: في دور سيبس (رئيس إيدي)
- دين وينترز: في دور جيري (صديق شيلي)
- جاي فلورشيم: في دور حكم كرة قدم[3]

## أحداث الفيلم
إيدي بالمر هو نجم كرة قدم سابق في المدرسة الثانوية خرج للتو من السجن بعد 12 عامًا. يعيش مع جدته فيفيان، التي تراقب أحيانًا صبيًا لامعًا اسمه سام. يبدأ بالمر في النهاية العمل في المدرسة المحلية كحارس، وبعد وفاة فيفيان يضطر إلى أن يصبح الوصي المؤقت على سام مع والدته شيلي التي تغادر المدينة باستمرار. يصطحب بالمر سام إلى مباراة كرة القدم في المدرسة الثانوية وجمع التبرعات للبولينج. تنشأ علاقة عاطفية بين بالمر وماجي معلمة سام. يعود سام إلى المنزل في أحد الأيام، وهو يبكي بعد أن تعرض للعنف من بعض آباء زملائه في الفصل لوضعه للماكياج، ويقوم بالمر بضرب أحدهم في الحانة.
تعود شيلي لإستعادة سام، ولكن خدمات حماية الطفل تأخذ سام، ويحاول بالمر الحصول على الوصاية، لكن طلبه يرفض بسبب وضعه المشروط. يعود سام مؤقتًا إلى شيلي، ويدفعه صديقها المسيء جيري أثناء شجار، وترفض شيلي توجيه الاتهامات وتختار منح بالمر الحضانة الأبوية على سام.

## استقبال الفيلم
منح موقع الطماطم الفاسدة الفيلم تقييم مقداره 73% بناء على آراء 62 ناقد سينمائي، وكتب إجماع النقاد: «على الرغم من أن الفيلم يتعامل في منطقة مألوفة، إلا أن» بالمر«تم ترقيته من خلال مواضيع جديرة ومجموعة قوية يقودها جوستين تيمبرليك»، وفي ميتاكريتيك، حصل الفيلم على تقييم مقداره 54%.
منح دافيد آرليتش من «أندي واير IndieWire» الفيلم درجة (-B)، وكتب: «الأشياء الصغيرة تقطع شوطًاً طويلاً في شيء بهذا الحجم، وعلى الرغم من أن» بالمر«ليس فيه كثيرًا من الدموع، فهو أكثر من مرطب للخدود، في أحسن الأحوال، إنه يخبرنا أن أكثر اللحظات المؤثرة في الفيلم لا تنبع من التغيير الذي طرأ على بالمر وسام بقدر ما تغير من الإذن الذي أعطوه لبعضهما البعض ليكونا على طبيعتهما. بالمر ليس فنًا رفيعًا تمامًا، لكنه ليس إنجازاً صغيرًا يمكن التنبؤ به لتجنب الشعور بعدم الأمانة». منح بنجامين لي من صحيفة الغارديان الفيلم 2 من أصل 5 نجوم، قائلاً: «على الرغم من ومضات شيء أكثر تحديًا، فإن» بالمر«محتوى فيلم للعبه بأمان، إنه تجربة رائعة حقًا تريدك أن تشعر بشدة بكل شيء من الدموع إلى الفرح».

## وصلات خارجية
- مقالات تستعمل روابط فنية بلا صلة مع ويكي بيانات